# Fagersta

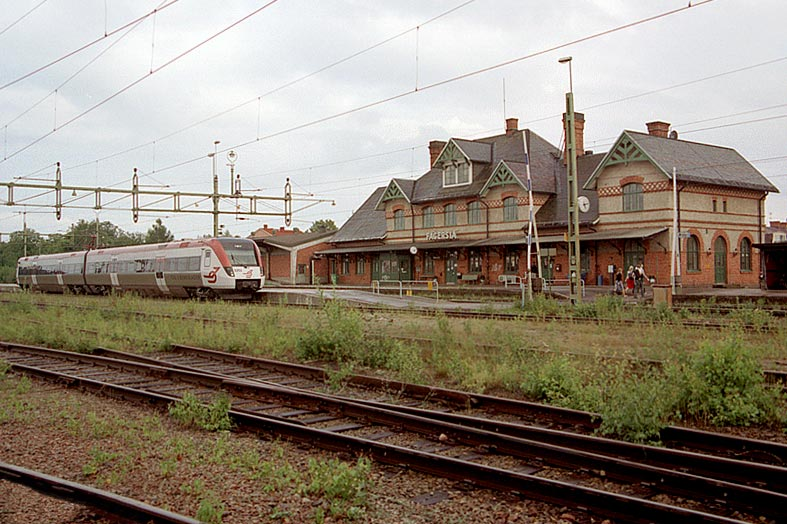
Zug im Bahnhof Fagersta

Fagersta ist eine Stadt in der schwedischen Provinz Västmanlands län und der historischen Provinz Västmanland. Fagersta liegt ca. 70 km nordwestlich von Västerås und ist der Hauptort der gleichnamigen Gemeinde. Fagersta liegt an den Reichsstraßen (Riksväg) 66 und 68, an der Bahnstrecke Kolbäck–Ludvika sowie am heute nur noch von der Freizeitschifffahrt genutzten Strömsholm-Kanal.

## Geschichte

### Gründung des HüttenwerkesFagersta bruk
Im Jahr 1611 wurde am Fluss Kolbäcksån ein Hammerwerk angelegt, das den Kern für das Hüttenwerk Fagersta bruk bildete. Rund um das Werk entstand eine kleine Siedlung, in der Anfang des 19. Jahrhunderts nur 80 Menschen wohnten. Erst im Laufe der Industrialisierung und der Einführung des Martinprozesses zur Stahlerzeugung wuchs das Stahlwerk und die dazugehörende Siedlung. Um 1900 hatte Fagersta etwa 1.600 Einwohner.

### Västanfors und Fagersta werden eine Stadt
Der benachbarte Ort Västanfors war wie Fagersta ein Industrieort mit einem Eisenwerk, entwickelte sich aber in der 2. Hälfte des 19. Jahrhunderts zu einem Dienstleistungszentrum für die Region durch den Anschluss an die Eisenbahn und die Entstehung einer Siedlung rund um den Bahnhof. 1927 wurde Västanfors zur Gemeinde erhoben. 1944 wurden die Gemeinde Västanfors und der kleine Industrieort Fagersta zur Stadt Fagersta zusammengelegt.

### Entwicklung nach 1950
In den 1950er Jahren wurde das heutige Stadtzentrum gegründet. Man plante eine moderne Stadt, ausgerichtet auf die stahlerzeugende und -verarbeitende Industrie. In den 1960er und 1970er Jahren war die Stadt großen Veränderungen unterworfen. Das meiste der alten Bebauung wurde geschleift, um die Träume von einer Großstadt verwirklichen zu können. Doch diese Entwicklung kam mit der Stahlkrise in den 1970er Jahren zum Stehen. Der Stahlkonzern, der 1971 in Fagersta AB umbenannt wurde, wurde 1981 stillgelegt. Heute gibt es jedoch noch einige Fabriken in diesem Bereich.

## Bebauung
Das moderne Stadtzentrum wurde im Anschluss an das Stahlwerk gebaut. Das Zentrum liegt zwischen den beiden Plätzen Järntorget und Brinelltorget. Im Stadtteil Västanfors befinden sich Geschäfte, Dienstleistungseinrichtungen und der Bahnhof Fagersta C und 600 Meter weiter westlich am Fluss Kolbäcksån liegt die Kirche. Vom alten Arbeiterviertel Skansen sind noch etwa 25 Häuser aus den 1910er Jahren erhalten. Sie wurden renoviert und in einem Haus kann man ein Arbeiterheim aus der Jahrhundertwende besichtigen.

## Wirtschaft
Fagersta ist auch heute noch eine ausgeprägte Industriestadt. Viele Unternehmen gehen auf den 1984 stillgelegten Stahlkonzern Fagersta bruk zurück.

## Söhne und Töchter der Stadt
- Pelle Almqvist, Musiker und Nicholaus Arson (* 1977), Musiker; die Brüder gründeten in Fagersta 1993 die Band The Hives
- Johan August Brinell (1849–1925), Ingenieur
- Allan Lindberg (1918–2004), Leichtathlet, Europameister im Stabhochsprung
- Lennart Hellsing (1919–2015), Schriftsteller
- Ulf Samuelsson (* 1964), Eishockeyspieler, Profi in der NHL
- Tomas Sandström (* 1964), Eishockeyspieler, Profi in der NHL
- Anitra Steen (* 1949), Generaldirektor von Systembolaget, Frau des früheren Ministerpräsidenten Göran Persson
- Mats Strandberg (* 1976), Schriftsteller

## Quelle
1. 1 2  Statistiska centralbyrån: Landareal per tätort, folkmängd och invånare per kvadratkilometer. Vart femte år 1960 - 2015 (Datenbankabfrage)